# Margaret Qualley
Sarah Margaret Qualley (Kalispell, 23 ottobre 1994) è un'attrice e modella statunitense.
Ha ottenuto la notorietà internazionale grazie al ruolo di Jill Garvey nella serie televisiva The Leftovers - Svaniti nel nulla (2014-2017). In seguito ha recitato in diversi film, tra cui The Nice Guys (2016), La scelta (2017) e C'era una volta a... Hollywood (2019). Ha ottenuto ampi consensi di critica per la sua interpretazione di Ann Reinking nella miniserie biografica Fosse/Verdon (2019), per la quale ha ricevuto una candidatura al Premio Emmy. Ulteriori riconoscimenti sono arrivati con il ruolo da protagonista nella miniserie drammatica Maid (2021), che le è valso una candidatura al Golden Globe e allo Screen Actors Guild Award.
Successivamente è apparsa nei film Povere creature! (2023) e Kinds of Kindness (2024), entrambi diretti da Yorgos Lanthimos. Per la sua interpretazione nel film body horror The Substance (2024), ha ricevuto una candidatura al Critics Choice Award e al Golden Globe come migliore attrice non protagonista.

## Biografia
Sarah Margaret Qualley è nata a Kalispell, nel Montana, da Andie MacDowell, attrice e modella, e Paul Qualley, ex modello. Ha un fratello maggiore, Justin nato nel 1986, e una sorella maggiore, Rainey Qualley nata nel 1989, anch'essa attrice, cantante, ballerina e modella. Da parte materna, la famiglia ha origini scozzesi. Durante l'infanzia, i Qualley vissero in un ranch nei pressi di Missoula, nel Montana, prima di trasferirsi a Biltmore Forest, un sobborgo di Asheville, nella Carolina del Nord, quando Margaret aveva quattro anni. I genitori si separarono l’anno successivo, e Margaret trascorse l’infanzia dividendosi equamente tra le due case, che si trovavano a circa cinque chilometri di distanza. La casa di famiglia con la madre è situata in Carolina del Nord, dove risiede anche parte della famiglia allargata.
Durante l'adolescenza, cresciuta ad Asheville, Margaret e sua sorella Rainey parteciparono al Bal des débutantes di Parigi nel 2011. A 14 anni, Margaret lasciò la casa di famiglia per studiare danza classica presso la North Carolina School of the Arts. Ottenne un apprendistato presso l'American Ballet Theatre e studiò  anche alla Professional Children's School di New York. Tuttavia, a 16 anni, dopo aver ricevuto un’offerta per un apprendistato con il North Carolina Dance Theater, decise di abbandonare la carriera nella danza. Determinata a restare a New York, iniziò a lavorare come modella. In un'intervista ha raccontato di aver scritto alla madre per comunicarle la decisione, illustrando con precisione il proprio piano economico per convincerla. L'agenzia di moda con cui firmò le suggerì di abbreviare il proprio nome, e così adottò il secondo nome, Margaret, come già aveva fatto la madre. In seguito si è detta pentita della scelta, pur non avendo intenzione di cambiarla. Qualley sviluppò quindi un interesse per la recitazione. Frequentò il programma estivo della Royal Academy of Dramatic Art di Londra e si iscrisse alla New York University, che abbandonò dopo un semestre per dedicarsi ai primi ruoli come attrice.
Nel 2011, all'età di 16 anni, Margaret Qualley ha debuttato come modella sfilando durante la settimana della moda di New York per Alberta Ferretti. Successivamente ha calcato le passerelle della Paris Fashion Week Primavera/Estate 2012 per Valentino e Chanel, tornando a sfilare per quest’ultima anche nella collezione Autunno/Inverno 2012. Nel corso della sua carriera è apparsa su numerose copertine e in servizi editoriali di riviste internazionali, tra cui Evening Standard, Jolie, Teen Vogue, Paper, Elle, W, Hunger, Harper's Bazaar, Porter, Document Journal, AnOther, Interview, Vogue (incluse le edizioni internazionali Vogue Australia, Vogue China, Vogue Russia, Vogue Ucraina e Teen Vogue), Vanity Fair, Nylon, V, The Cut e C. Ha inoltre preso parte a campagne pubblicitarie per marchi come Kenzo, Ralph Lauren, Kate Spade e Celine. Qualley ha collaborato frequentemente con Chanel, di cui è ambasciatrice ufficiale.
Margaret Qualley ha debuttato sul grande schermo nel 2013 con un piccolo ruolo nel film Palo Alto di Gia Coppola, ottenuto mentre visitava il set insieme al suo allora fidanzato, Nat Wolff. Nello stesso anno, è stata scelta come protagonista della serie televisiva The Leftovers di HBO, interpretando il ruolo di Jill Garvey. Ha ripreso il suo ruolo anche nelle successive stagioni della serie, nel 2015 e nel 2017, rispettivamente per la seconda e la terza stagione. Nel 2015, Qualley ha partecipato al cortometraggio promozionale L'Américaine per il marchio di moda statunitense Tory Burch. Nel 2016, è stata protagonista di uno spot pubblicitario per KENZO World, diretto da Spike Jonze e coreografato da Ryan Heffington. In questo spot, Qualley ha improvvisato gran parte della coreografia, attingendo alla sua formazione in balletto classico. Lo stesso anno, è apparsa anche nella commedia The Nice Guys di Shane Black, al fianco di Ryan Gosling e Russell Crowe. Nel mese di aprile 2016, Margaret Qualley è stata annunciata come parte del cast di La Scomparsa di Sidney Hall, diretto da Shawn Christensen. Il film è stato presentato in anteprima al Sundance Film Festival del 2017, insieme a un altro dei suoi lavori, La scelta. In quest'ultimo, Qualley ha interpretato il ruolo di Suor Cathleen, una giovane donna che comincia a mettere in discussione la sua fede mentre si prepara a diventare suora. La scelta è stato distribuito il 27 ottobre 2017. Sempre nel 2017, Qualley ha recitato nel film Death Note, diretto da Adam Wingard. Nello stesso anno, è apparsa anche nel video musicale di Sweet Sound of Ignorance di Soko, insieme alla sorella Rainey. Nel 2018, Qualley ha interpretato uno dei ruoli principali in Donnybrook, diretto da Tim Sutton e co-interpretato da Jamie Bell e Frank Grillo. Il film è stato presentato in anteprima al Toronto International Film Festival nel 2018.
Nel 2019, Margaret Qualley ha recitato nel film di fantascienza IO, distribuito da Netflix. Nello stesso anno, ha interpretato il ruolo di Mary Dalton in Native Son, diretto da Rashid Johnson, adattamento per HBO del romanzo Paura. Ha anche interpretato l'attrice e ballerina Ann Reinking nella miniserie FX Fosse/Verdon, per la quale ha ricevuto una canditatura per il Primetime Emmy Award come miglior attrice non protagonista in una miniserie o film e per il Critics' Choice Television Award come miglior attrice non protagonista in una miniserie o film. Nello stesso anno, ha preso parte al film di Quentin Tarantino C'era una volta a... Hollywood, interpretando Pussycat, un membro della famiglia Manson. Per il suo ruolo, Qualley e il resto del cast sono stati candidati per lo Screen Actors Guild Award per la migliore interpretazione di un cast in un film. Sempre nel 2019, Qualley ha recitato in Seberg, al fianco di Kristen Stewart e Jack O'Connell, diretto da Benedict Andrews. Inoltre, il 29 maggio 2019 è stato annunciato che Qualley avrebbe prestato la voce a Mama nel videogioco Death Stranding di Hideo Kojima per PlayStation 4, interpretando anche il personaggio di Lockne, la sorella gemella di Mama. Nel 2020, ha recitato nel cortometraggio Wake Up, diretto da Olivia Wilde, e nel lungometraggio Un anno con Salinger, al fianco di Sigourney Weaver e diretto da Philippe Falardeau, che ha avuto la sua anteprima mondiale al Festival Internazionale del Cinema di Berlino. Nel 2021, ha interpretato il ruolo principale nella miniserie Maid di Netflix, basata sulle memorie di Stephanie Land. Per la sua interpretazione, ha ricevuto una candidatura al Golden Globe come miglior attrice in una miniserie o film per la televisione e allo Screen Actors Guild Award per la migliore interpretazione di un'attrice in una miniserie o film per la televisione. Nel 2022, ha recitato in Stars at Noon, diretto da Claire Denis, al fianco di Joe Alwyn.
Nel 2023, Margaret Qualley ha recitato e ricoperto il ruolo di produttrice esecutiva nel thriller erotico Sanctuary, diretto da Zachary Wigon, accanto a Christopher Abbott. Nello stesso anno, è apparsa nel film fantasy surrealista Povere Creature! di Yorgos Lanthimos, al fianco di Emma Stone e Mark Ruffalo. Nel 2024, ha interpretato uno dei ruoli principali nella commedia on the road Drive-Away Dolls, diretta da Ethan Coen, insieme a Geraldine Viswanathan. Sempre nello stesso anno, si è riunita con Lanthimos e Stone nel film Kinds of Kindness, in cui ha interpretato quattro personaggi distinti attraverso tre segmenti narrativi. Il film è stato presentato in anteprima al 77º Festival di Cannes. Ha inoltre recitato in The Substance, un body horror diretto da Coralie Fargeat con Demi Moore e Dennis Quaid, anch'esso presentato in anteprima al Festival di Cannes 2024. Nel 2025, Qualley è apparsa nel film Blue Moon di Richard Linklater, presentato in anteprima al 75º Festival Internazionale del Cinema di Berlino. Tra i suoi progetti futuri figurano la commedia poliziesca Honey Don't! in uscita il 22 agosto 2025, diretta da Ethan Coen e interpretata insieme ad Aubrey Plaza e Chris Evans, e il thriller di commedia nera Huntington, diretto da John Patton Ford, con Glen Powell.

## Vita privata
L'attrice vive a New York da novembre 2019. In precedenza viveva a Los Angeles con sua sorella Rainey, con la quale condivide un cane di nome Books. Qualley descrive sua sorella come "il mio idolo, la mia migliore amica del mondo intero".
Nel corso del 2019, è stata brevemente legata sentimentalmente al comico e attore Pete Davidson. Nel 2020 ha iniziato una relazione con l’attore Shia LaBeouf, dopo aver recitato assieme nel video musicale di Rainsford Love Me Like You Hate Me, realizzato da Rainey Qualley. La relazione tra i due si è conclusa nel gennaio 2021, in seguito a una serie di controversie che hanno coinvolto LaBeouf, tra cui una causa per violenza sessuale e aggressione intentata dall'ex compagna, la cantante FKA Twigs. In un'intervista rilasciata a Harper's Bazaar nel settembre 2021, Qualley ha dichiarato di credere alle accuse mosse da FKA Twigs.
Fidanzata da maggio 2022 con il musicista Jack Antonoff, lo ha successivamente sposato il 19 agosto 2023. La loro relazione è stata anche fonte d’ispirazione per Lana Del Rey, che ha dedicato a Qualley la canzone Margaret, contenuta nell’album Did You Know That There's a Tunnel Under Ocean Blvd, pubblicato nel 2023.

## Filmografia

### Attrice

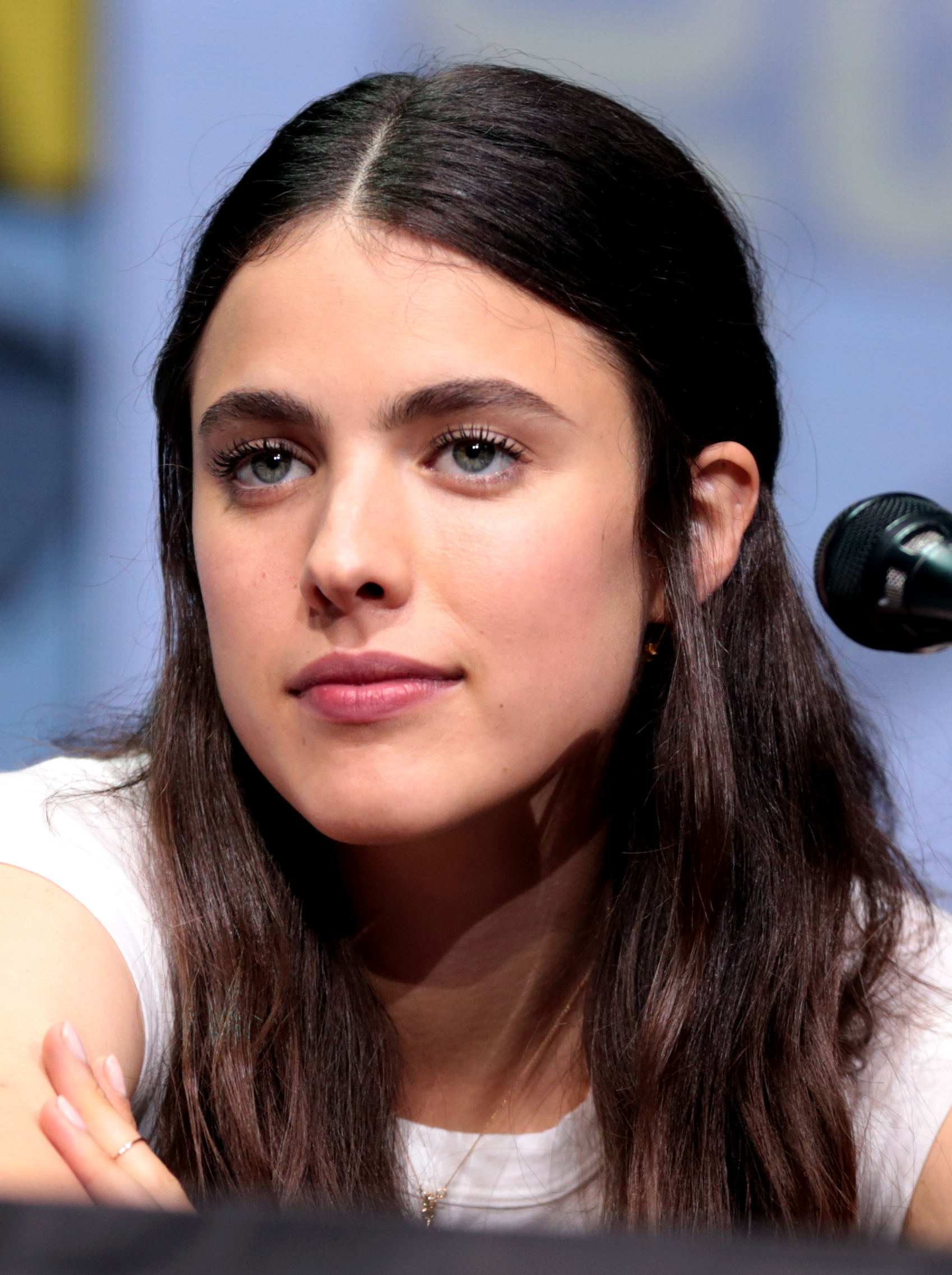
Margaret Qualley al San Diego Comic-Con 2017

#### Cinema
- Palo Alto, regia di Gia Coppola (2013)
- The Nice Guys, regia di Shane Black (2016)
- La scelta (Novitiate), regia di Maggie Betts (2017)
- La scomparsa di Sidney Hall (The Vanishing of Sidney Hall), regia di Shawn Christensen (2017)
- Death Note - Il quaderno della morte (Death Note), regia di Adam Wingard (2017)
- Il combattente (Donnybrook), regia di Tim Sutton (2018)
- Io, regia di Jonathan Helpert (2019)
- Adam, regia di Rhys Ernst (2019)
- Native Son, regia di Rashid Johnson (2019)
- C'era una volta a... Hollywood (Once Upon a Time... in Hollywood), regia di Quentin Tarantino (2019)
- Strange But True, regia di Rowan Athale (2019)
- Seberg - Nel mirino (Seberg), regia di Benedict Andrews (2019)
- Un anno con Salinger (My Salinger Year), regia di Philippe Falardeau (2020)
- Stars at Noon - Stelle a mezzogiorno (Stars at Noon), regia di Claire Denis (2022)
- Sanctuary - Lui fa il gioco. Lei fa le regole. (Sanctuary), regia di Zachary Wigon (2022)
- Povere creature! (Poor Things), regia di Yorgos Lanthimos (2023)
- Drive-Away Dolls, regia di Ethan Coen (2024)
- Kinds of Kindness, regia di Yorgos Lanthimos (2024)
- The Substance, regia di Coralie Fargeat (2024)
- Blue Moon, regia di Richard Linklater (2025)
- Honey Don't!, regia di Ethan Coen (2025)
- Un tipo imprevedibile 2 (Happy Gilmore 2), regia di Kyle Newacheck (2025)

#### Televisione
- The Leftovers - Svaniti nel nulla (The Leftovers) – serie TV, 22 episodi (2014-2017)
- Fosse/Verdon – miniserie TV, 8 puntate (2019)
- Maid - miniserie TV, 10 puntate (2021)

#### Videogiochi
- Death Stranding – voce e motion capture (2019)

#### Videoclip
- Sweet Sound of Ignorance, Soko (2017)
- For Your Eyes Only, Cashmere Cat (2019) – motion capture
- Emotions, Cashmere Cat (2019) – motion capture
- Love Me Like You Hate Me, Rainsford (2020)
- Alma Mater, Bleachers (2023)
- Tiny Moves, Bleachers (2024)

### Regista

#### Videoclip
- Tiny Moves, Bleachers (2024) (co-diretto con Alex Lockett)

## Riconoscimenti
- Golden Globe
  - 2022 – Candidatura alla miglior attrice in una mini-serie o film per la televisione per Maid
  - 2025 – Candidatura alla migliore attrice non protagonista per The Substance

- Critics' Choice Awards
  - 2019 – Candidatura alla miglior attrice non protagonista in un film o miniserie per Fosse/Verdon
  - 2022 – Candidatura alla miglior attrice protagonista in un film o miniserie per Maid
  - 2025 – Candidatura alla miglior attrice non protagonista per The Substance

- Premio Emmy[62]
  - 2019 – Candidatura alla miglior attrice non protagonista in una miniserie o film per Fosse/Verdon
  - 2022 – Candidatura alla miglior attrice protagonista in una miniserie o film per Maid

- Screen Actors Guild Award
  - 2020 – Candidatura al miglior cast cinematografico per C'era una volta a... Hollywood
  - 2022 – Candidatura alla miglior attrice in un film televisivo o miniserie per Maid

## Doppiatrici italiane
Nelle versioni in italiano delle opere in cui ha recitato, Margaret Qualley è stata doppiata da:
- Giulia Franceschetti in The Leftovers - Svaniti nel nulla, Death Note - Il quaderno della morte, Native Son, Strange But True, Maid , Stars at Noon - Stelle a mezzogiorno, Povere creature!, Drive-Away Dolls, Kinds of Kindness
- Chiara Olivero in Seberg - Nel mirino, Un anno con Salinger
- Veronica Puccio in Io, Fosse/Verdon
- Emanuela Ionica in Sanctuary, The Substance
- Elena Perino in The Nice Guys
- Valentina Favazza in La scelta
- Martina Angeletti in C'era una volta a... Hollywood

Da doppiatrice è sostituita da:
- Valentina Favazza in Death Stranding